# Specie di Pinguicula
Il genere Pinguicula contiene 127 specie appartenenti alla famiglia Lentibulariaceae.
Ha una distribuzione naturale in tutto l'emisfero nord sebbene circa la metà delle specie sia concentrata in Messico e nell'America centrale. Siegfried Jost Casper ha diviso le specie in 3 sottogeneri con 15 sezioni. Studi filogenetici seguenti hanno dimostrato che molti di questi gruppi sono polifiletici, ma essi sono comunque elencati qui sotto.

## SottogenereIsoloba

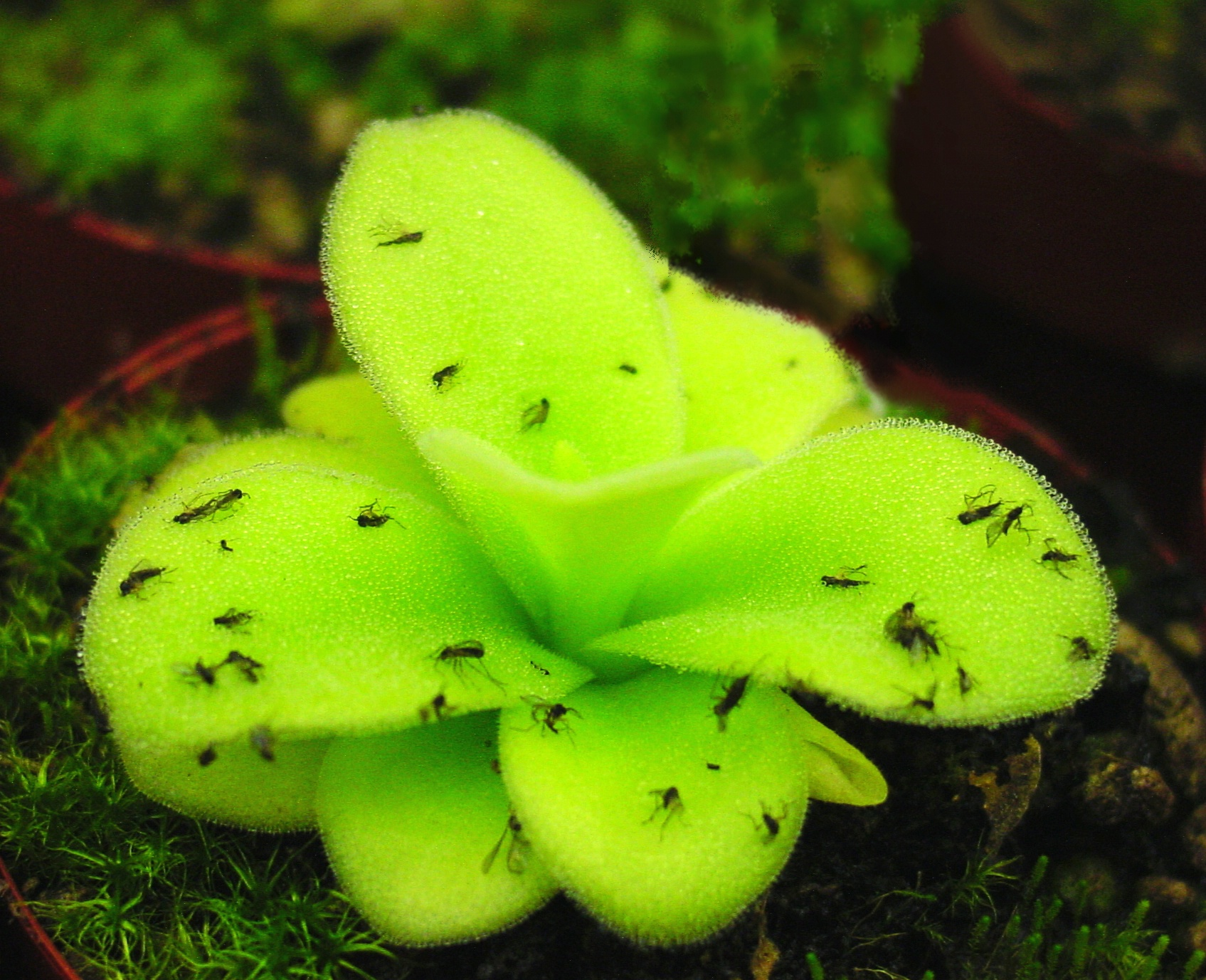
Pinguicula gigantea

### SezioneAgnata
- Pinguicula agnata
- Pinguicula albida
- Pinguicula filifolia
- Pinguicula gigantea
- Pinguicula benedicta
- Pinguicula cubensis
- Pinguicula infundibuliformis
- Pinguicula pilosa

### SezioneCardiophyllum
- Pinguicula crystallina
  - Pinguicula crystallina ssp. hirtiflora

### SezioneDiscoradix
- Pinguicula casabitoana
- Pinguicula lignicola

### SezioneHeterophyllum
- Pinguicula acuminata
- Pinguicula heterophylla
- Pinguicula kondoi
- Pinguicula mirandae
- Pinguicula parvifolia
- Pinguicula rotundiflora
- Pinguicula imitatrix
- Pinguicula conzattii

### SezioneIsoloba
- Pinguicula lilacina
- Pinguicula pumila
- Pinguicula sharpii
- Pinguicula takakii
- Pinguicula caerulea
- Pinguicula ionantha
- Pinguicula lutea
- Pinguicula planifolia
- Pinguicula primuliflora
- Pinguicula lusitanica

## SottogenerePinguicula

### SezioneCrassifolia

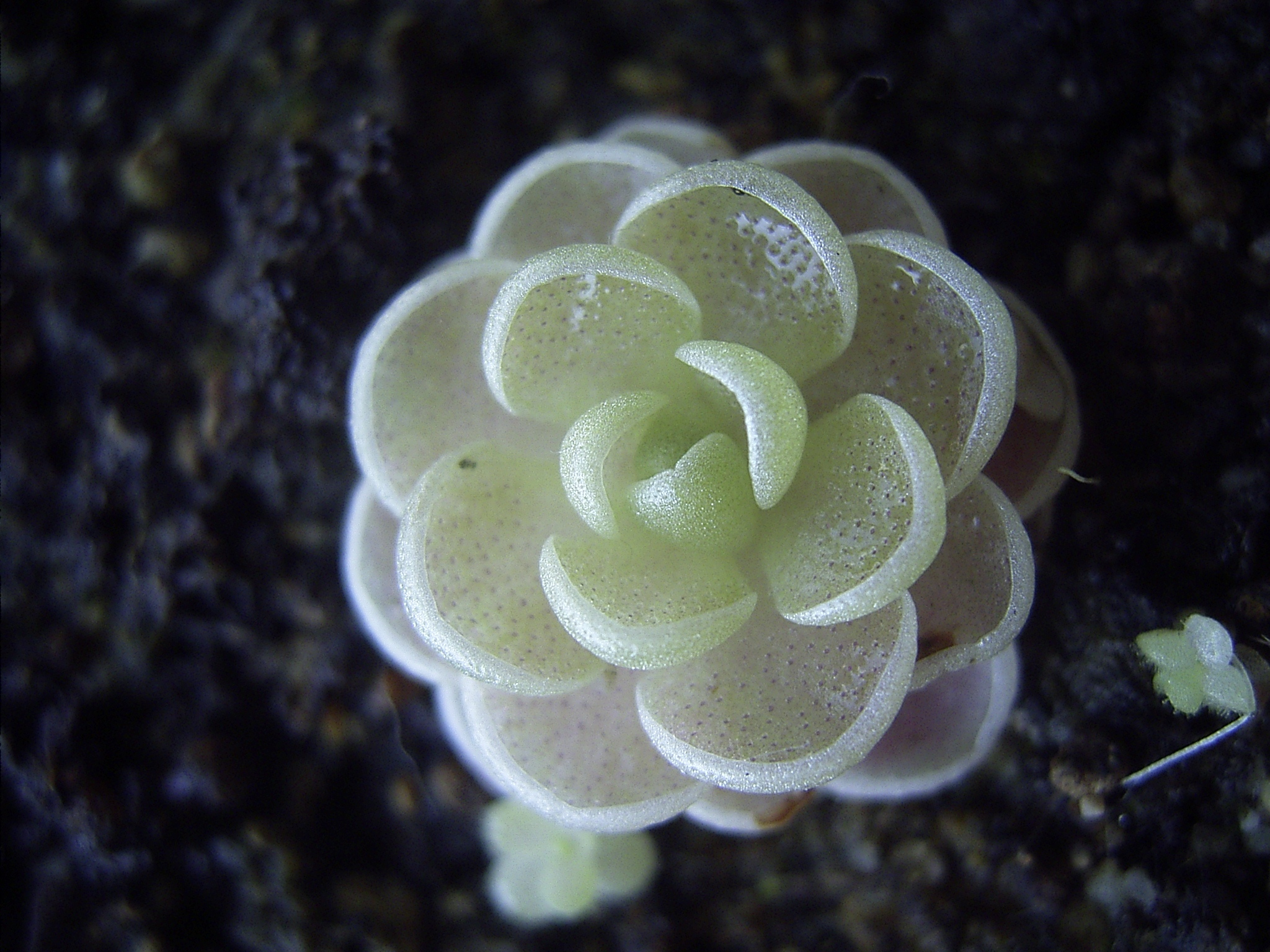
P. esseriana

- Pinguicula esseriana
- Pinguicula ehlersiae
- Pinguicula debbertiana
- Pinguicula jaumavensis

### SezioneHomophyllum
- Pinguicula greenwoodii
- Pinguicula jackii

### SezioneLongitubus
- Pinguicula calderoniae
- Pinguicula crassifolia
- Pinguicula hemiepiphytica
- Pinguicula laueana
- Pinguicula utricularioides

### SezioneNana

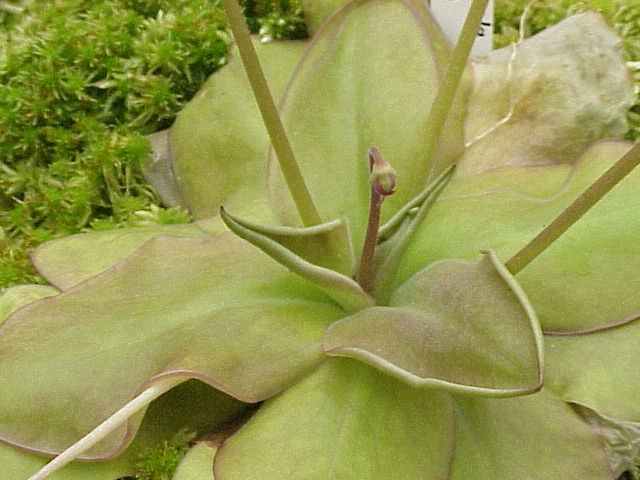
P. moranensis

- Pinguicula villosa

### SezioneOrcheosanthus
- Pinguicula macrophylla
- Pinguicula oblongiloba
- Pinguicula stolonifera
- Pinguicula colimensis
- Pinguicula cyclosecta
- Pinguicula mesophytica
- Pinguicula moranensis
- Pinguicula orchidioides (Sinonimo P. stolonifera)
- Pinguicula potosiensis
- Pinguicula rectifolia
- Pinguicula zecheri
- Pinguicula gypsicola
- Pinguicula moctezumae
- Pinguicula elizabethiae

### Sezione Orchidioides
- Pinguicula laxifolia

### SezionePinguicula
- Pinguicula balcanica
  - Pinguicula balcanica var. tenuilaciniata
- Pinguicula corsica
- Pinguicula poldinii
- Pinguicula grandiflora
  - Pinguicula grandiflora ssp. rosea
- Pinguicula leptoceras
- Pinguicula longifolia
  - Pinguicula longifolia ssp. causensis
  - Pinguicula longifolia ssp. dertosensis
  - Pinguicula longifolia ssp. reichenbachiana
- Pinguicula macroceras
  - Pinguicula macroceras var. macroceras
  - Pinguicula macroceras ssp. nortensis
- Pinguicula mundi
- Pinguicula nevadensis
- Pinguicula sehuensis
- Pinguicula vallisneriifolia
- Pinguicula vulgaris

## SottogenereTemnoceras

### SezioneAmpullipalatum
- Pinguicula antarctica
- Pinguicula calyptrata
- Pinguicula chilensis
- Pinguicula involuta
- Pinguicula elongata

### SezioneMicranthus
- Pinguicula algida
- Pinguicula alpina
- Pinguicula ramosa
- Pinguicula variegata

### SezioneTemnoceras
- Pinguicula clivorum
- Pinguicula crenatiloba
- Pinguicula emarginata
- Pinguicula gracilis
- Pinguicula immaculata